# 墨田区
墨田区（すみだく）は、東京都の区部東部に位置する特別区。西を隅田川、東を荒川および旧中川、北を荒川放水路に囲まれ、南は江東区と接する。

## 概要

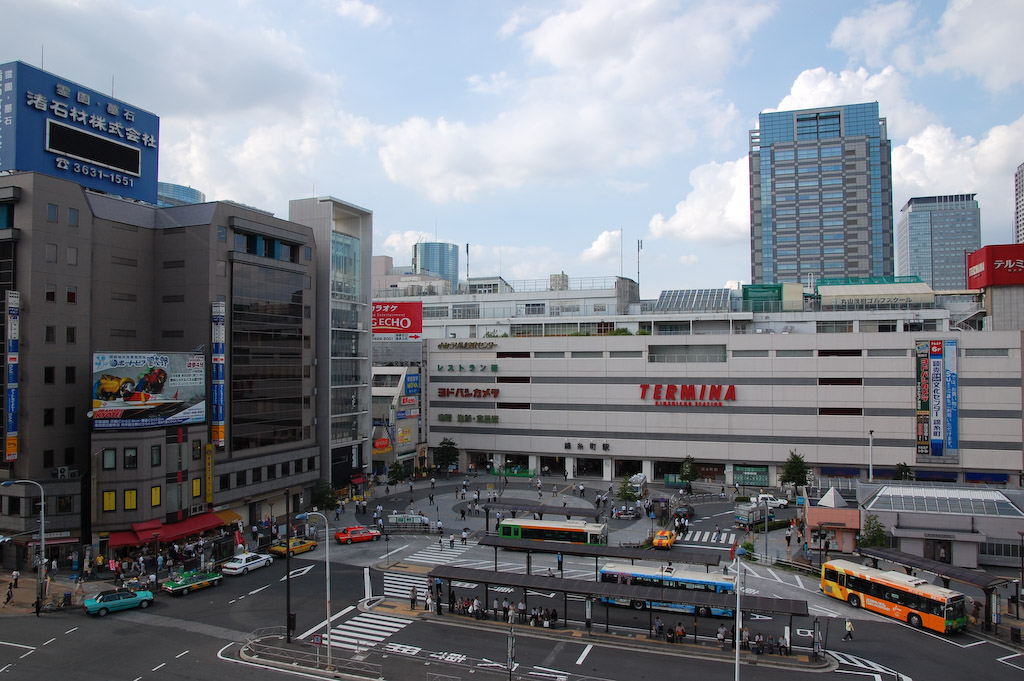
錦糸町

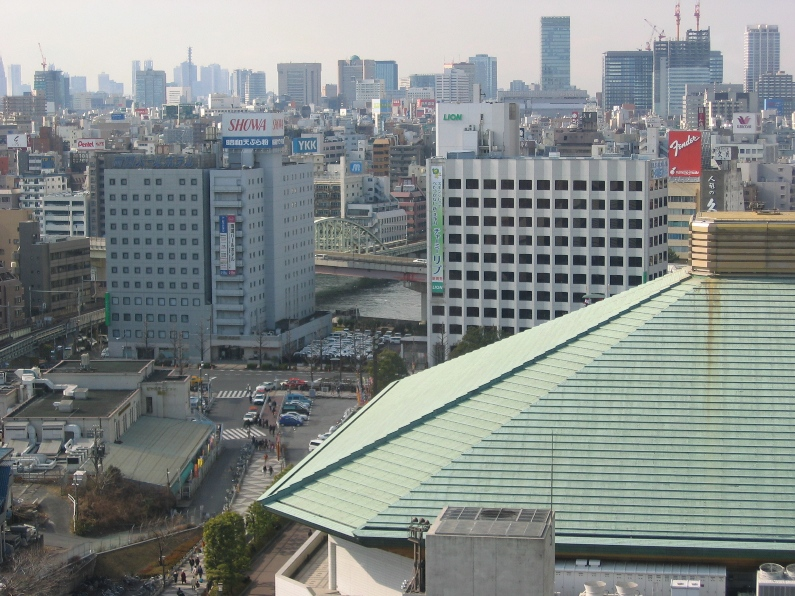
両国

太平洋戦争後の1947年に旧本所区と旧向島区が合併して誕生した。隅田川、荒川、旧中川と河川に囲まれ、海抜が低い地域である。
江戸時代初期においては、江戸市街の東端は隅田川までで、墨田区一帯は隅田川を国境に下総国に属し、葦の生い茂る湿地帯に農地が散在する江戸の郊外だった。しかし、1657年の振袖火事（明暦の大火）をきっかけに江戸の市街地は隅田川以東に拡大し、区南部の本所を中心に武家屋敷や町屋、代官、町奉行などが置かれ、隅田川以東も武蔵国に編入された。明治期以降も都市化と工業化が進み、1878年には江戸の市街地だった区南部に本所区が成立し、かつて農村地域だった区北部にも1932年に向島区が成立した。多くの工場が立地し、錦糸町などは工場労働者の街として賑わった。関東大震災で大きな被害を受け、太平洋戦争末期の東京への度重なる空襲市街地は再び廃墟と化したが、戦後復興により住宅と中小企業の工場が建ち並ぶ下町として発展していった。本所は江戸・東京の下町を構成している地域の一つであり、下谷、浅草、深川と並ぶ、東京下町の外郭をなす。向島は全盛期と比べると衰退してしまったが、東京でも数少ない花街として現在まで続いている。
「おいてけ堀」など「本所七不思議」は、昔の墨田区付近が舞台である。また、大相撲が催される両国国技館が立地することでも著名である。押上・業平地区では、自立式鉄塔としては世界一のレベルとなる高さ634メートルの地上デジタル放送用タワー「東京スカイツリー」が2012年5月に開業した。東京スカイツリーを中心として東京スカイツリータウンが位置しており、観光と防災都市のシンボルにし、世界一の観光都市を目指すという。隅田川の花火大会は江戸時代から続く花火大会であり、毎年多くの見物客を集める。

### 区名の由来
区名は、隅田川の堤の通称「墨堤」から墨を、隅田川から田を採った。なお「墨田」の表記自体は、隅田川の古い別表記の一つでもある。
その他の候補には「隅田区」「吾妻区」「隅田川区」「江東区」などがあった。区名を決めた当時は「隅田区」を推す意見が最多だったが、「隅」という字が当用漢字に無かったことや、「隅田川」の名称が当時の河川法で正式名とされていなかったこと（正式制定は1965年）から実現しなかった。

## 人口
| |                                        |  |
| 墨田区と全国の年齢別人口分布（2005年） | 墨田区の年齢・男女別人口分布（2005年） |  |
| ■紫色 ― 墨田区 ■緑色 ― 日本全国 | ■青色 ― 男性 ■赤色 ― 女性              |  |
| 墨田区（に相当する地域）の人口の推移 \| 1970年（昭和45年） \| 281,237人 \| \| \| 1975年（昭和50年） \| 250,714人 \| \| \| 1980年（昭和55年） \| 232,796人 \| \| \| 1985年（昭和60年） \| 229,986人 \| \| \| 1990年（平成2年） \| 222,944人 \| \| \| 1995年（平成7年） \| 215,681人 \| \| \| 2000年（平成12年） \| 215,979人 \| \| \| 2005年（平成17年） \| 231,173人 \| \| \| 2010年（平成22年） \| 247,606人 \| \| \| 2015年（平成27年） \| 256,274人 \| \| \| 2020年（令和2年） \| 272,085人 \| \| |                                        |  |
| 総務省統計局 国勢調査より |                                        |  |
| 1970年（昭和45年） | 281,237人                              |  |
| 1975年（昭和50年） | 250,714人                              |  |
| 1980年（昭和55年） | 232,796人                              |  |
| 1985年（昭和60年） | 229,986人                              |  |
| 1990年（平成2年） | 222,944人                              |  |
| 1995年（平成7年） | 215,681人                              |  |
| 2000年（平成12年） | 215,979人                              |  |
| 2005年（平成17年） | 231,173人                              |  |
| 2010年（平成22年） | 247,606人                              |  |
| 2015年（平成27年） | 256,274人                              |  |
| 2020年（令和2年） | 272,085人                              |  |

### 昼夜間人口
2005年に夜間人口（居住者）は231,092人であるが、区外からの通勤者と通学生および居住者のうちの区内に昼間残留する人口の合計である昼間人口は262,514人で昼は夜の1.136倍の人口になる。
- 世帯数：117,324世帯（2006年10月1日）
- 外国人登録者数：8,314人（2006年10月1日）

## 地理
東京都の東部の区であり、西の区境は隅田川で、対岸は北から足立区、台東区、中央区である。東の区境は荒川および旧中川で、江戸川区と向かい合う。荒川と隅田川をつなぐ荒川放水路の北は足立区である。このように河川に囲まれたエリアで水の郷百選に選ばれており、区東部は海抜ゼロメートル地帯となっている。このため墨田区はハザードマップで、豪雨や河川氾濫のほか、東京湾の高潮を含む水害への警戒を呼び掛けている。

## 歴史
近世以前
墨田区が成立するまでは、区の北部（旧・向島区）と南部（旧・本所区）では、歴史に大きな違いが見られる。北部では、平安時代ごろには陸地化が進み、中世には荘園制度のもとでは下総国葛西御厨の一角にあり、葛西氏知行地の農村地帯として発展を遂げていた。南部では牛島が700年代から牛の放牧地とされていた他はおおむね湿地帯であり、人が住むには極めて向かない土地であった。こちらは北部とは異なり、中世では武蔵国江戸氏一族の知行地であった。
近世
江戸中心部が1657年（明暦3年）の振袖火事によって焼け野原になったため、災害対策の一環として武家屋敷が当区南部へと移動することとなった。同時に、竪川や大横川をはじめとする人工河川（運河）の掘削や南北割下水（わりげすい、現在の北斎通り近辺にあった）、碁盤目状の街路の整備が行われた。元禄十六年（1703年）の赤穂事件の討ち入りされた吉良上野介の屋敷があった。
近・現代
1878年（明治11年）に北部は東京府南葛飾郡に編入され、南部は東京15区の一つ・本所区として成立するようになる。また、工業化の波が押し寄せることとなり、北部も南部も開発が進んでいくようになった。1894年（明治27年）には、重要な交通手段である総武本線が開業した。このように発展してきたが、1923年（大正12年）の関東大震災により、区域の大半が焼失することとなった。特に、元陸軍被服廠跡地（現在の横網町公園など）では、多くの人が避難をしたものの、猛火に遇い、4万人から5万人といわれる多大な焼死者を出した。
やがて、それらによる被害も復興していくようになり、1932年（昭和7年）には、北部に向島区が誕生。1935年（昭和10年）の国勢調査人口は、現在の墨田区域（当時の本所区と向島区の合計）で464,892人であり、隣の台東区区域（当時の浅草区と下谷区の合計）464,217人と共に、東京で最も人口が集中しているエリアであった。
しかし、第二次世界大戦（特に1945年の東京大空襲）により、またもや区内全土は大きく焼失した。1947年（昭和22年）に本所区と向島区が合併して現在の墨田区が誕生した。1963年（昭和38年）までは、町の復興および発展とともに人口が増加して昭和の下町の代表的な存在の街となった。その後は頭打ちとなり減少し始めた。また、町工場も郊外や日本国外への移転などに伴い減少していく事となった。尚、墨田区役所は1981年（昭和56年）4月1日より防災行政無線の運用を開始した。
近年では、これら工場跡地にマンションを建てるなどの開発が進められ、特に2000年（平成12年）以降は人口が大きく増加（回復）している。
2016年（平成28年）8月24日より防災行政無線の放送などが変更された。

## 町名
墨田区では全区において住居表示の実施が完了している。以下は住居表示実施後の町名と、当該住居表示実施直前の旧町名の一覧である。旧町名の後に「（全）」と注記したもの以外は当該旧町域の一部である。

### 墨田区役所区民課管内
| 町名         | 住居表示実施年月日 | 住居表示実施直前町名 | 備考 |
| ------------ | ------------------ | -------------------- | ---- |
| 吾妻橋一丁目 | 1966年10月1日      | 吾妻橋1〜3（全）     |      |
| 吾妻橋二丁目 | 1966年10月1日      | 吾妻橋1〜3（全）     |      |
| 吾妻橋三丁目 | 1966年10月1日      | 吾妻橋1〜3（全）     |      |
| 東駒形一丁目 | 1966年10月1日      | 東駒形1〜4（全）     |      |
| 東駒形二丁目 | 1966年10月1日      | 東駒形1〜4（全）     |      |
| 東駒形三丁目 | 1966年10月1日      | 東駒形1〜4（全）     |      |
| 東駒形四丁目 | 1966年10月1日      | 東駒形1〜4（全）     |      |
| 本所一丁目   | 1966年10月1日      | 厩橋1〜4（全）       |      |
| 本所二丁目   | 1966年10月1日      | 厩橋1〜4（全）       |      |
| 本所三丁目   | 1966年10月1日      | 厩橋1〜4（全）       |      |
| 本所四丁目   | 1966年10月1日      | 厩橋1〜4（全）       |      |
| 石原一丁目   | 1966年10月1日      | 石原町1〜4（全）     |      |
| 石原二丁目   | 1966年10月1日      | 石原町1〜4（全）     |      |
| 石原三丁目   | 1966年10月1日      | 石原町1〜4（全）     |      |
| 石原四丁目   | 1966年10月1日      | 石原町1〜4（全）     |      |
| 亀沢一丁目   | 1966年10月1日      | 亀沢町1〜4（全）     |      |
| 亀沢二丁目   | 1966年10月1日      | 亀沢町1〜4（全）     |      |
| 亀沢三丁目   | 1966年10月1日      | 亀沢町1〜4（全）     |      |
| 亀沢四丁目   | 1966年10月1日      | 亀沢町1〜4（全）     |      |
| 横網一丁目   | 1966年10月1日      | 横網（全）           |      |
| 横網二丁目   | 1966年10月1日      | 横網（全）           |      |

### 墨田区役所緑出張所管内
| 町名       | 町区域新設年月日 | 住居表示実施年月日 | 住居表示実施前の町名など | 備考 |
| ---------- | ---------------- | ------------------ | ------------------------ | ---- |
| 緑一丁目   | 1967年5月1日     |                    | 緑町1-4（全）            |      |
| 緑二丁目   | 1967年5月1日     |                    | 緑町1-4（全）            |      |
| 緑三丁目   | 1967年5月1日     |                    | 緑町1-4（全）            |      |
| 緑四丁目   | 1967年5月1日     |                    | 緑町1-4（全）            |      |
| 両国一丁目 | 1967年5月1日     |                    | 東両国1-4（全）          |      |
| 両国二丁目 | 1967年5月1日     |                    | 東両国1-4（全）          |      |
| 両国三丁目 | 1967年5月1日     |                    | 東両国1-4（全）          |      |
| 両国四丁目 | 1967年5月1日     |                    | 東両国1-4（全）          |      |
| 立川一丁目 | 1967年7月1日     |                    | 竪川1-4（全）            |      |
| 立川二丁目 | 1967年7月1日     |                    | 竪川1-4（全）            |      |
| 立川三丁目 | 1967年7月1日     |                    | 竪川1-4（全）            |      |
| 立川四丁目 | 1967年7月1日     |                    | 竪川1-4（全）            |      |
| 千歳一丁目 | 1967年7月1日     |                    | 千歳町1-3（全）          |      |
| 千歳二丁目 | 1967年7月1日     |                    | 千歳町1-3（全）          |      |
| 千歳三丁目 | 1967年7月1日     |                    | 千歳町1-3（全）          |      |
| 菊川一丁目 | 1967年5月1日     |                    | 菊川1-3（全）            |      |
| 菊川二丁目 | 1967年5月1日     |                    | 菊川1-3（全）            |      |
| 菊川三丁目 | 1967年5月1日     |                    | 菊川1-3（全）            |      |

### 墨田区役所 横川出張所管内
| 町名         | 町区域新設年月日 | 住居表示実施年月日 | 住居表示実施前の町名など                    | 備考 |
| ------------ | ---------------- | ------------------ | ------------------------------------------- | ---- |
| 横川一丁目   | 1967年5月1日     |                    | 横川橋1〜5（全）、平川橋1                   |      |
| 横川二丁目   | 1967年5月1日     |                    | 横川橋1〜5（全）、平川橋1                   |      |
| 横川三丁目   | 1967年5月1日     |                    | 横川橋1〜5（全）、平川橋1                   |      |
| 横川四丁目   | 1967年5月1日     |                    | 横川橋1〜5（全）、平川橋1                   |      |
| 横川五丁目   | 1967年5月1日     |                    | 横川橋1〜5（全）、平川橋1                   |      |
| 江東橋一丁目 | 1967年5月1日     |                    | 江東橋1〜4（全）、柳原町（全）              |      |
| 江東橋二丁目 | 1967年5月1日     |                    | 江東橋1〜4（全）、柳原町（全）              |      |
| 江東橋三丁目 | 1967年5月1日     |                    | 江東橋1〜4（全）、柳原町（全）              |      |
| 江東橋四丁目 | 1967年5月1日     |                    | 江東橋1〜4（全）、柳原町（全）              |      |
| 江東橋五丁目 | 1967年5月1日     |                    | 江東橋1〜4（全）、柳原町（全）              |      |
| 錦糸一丁目   | 1967年5月1日     |                    | 錦糸町1〜4（全）                            |      |
| 錦糸二丁目   | 1967年5月1日     |                    | 錦糸町1〜4（全）                            |      |
| 錦糸三丁目   | 1967年5月1日     |                    | 錦糸町1〜4（全）                            |      |
| 錦糸四丁目   | 1967年5月1日     |                    | 錦糸町1〜4（全）                            |      |
| 太平一丁目   | 1967年5月1日     |                    | 太平町1〜4（全）                            |      |
| 太平二丁目   | 1967年5月1日     |                    | 太平町1〜4（全）                            |      |
| 太平三丁目   | 1967年5月1日     |                    | 太平町1〜4（全）                            |      |
| 太平四丁目   | 1967年5月1日     |                    | 太平町1〜4（全）                            |      |
| 業平一丁目   | 1967年5月1日     |                    | 業平橋1〜5（全）、平川橋2〜5（全）、平川橋1 |      |
| 業平二丁目   | 1967年5月1日     |                    | 業平橋1〜5（全）、平川橋2〜5（全）、平川橋1 |      |
| 業平三丁目   | 1967年5月1日     |                    | 業平橋1〜5（全）、平川橋2〜5（全）、平川橋1 |      |
| 業平四丁目   | 1967年5月1日     |                    | 業平橋1〜5（全）、平川橋2〜5（全）、平川橋1 |      |
| 業平五丁目   | 1967年5月1日     |                    | 業平橋1〜5（全）、平川橋2〜5（全）、平川橋1 |      |

### 墨田区役所文花出張所管内
| 町名         | 町区域新設年月日 | 住居表示実施年月日 | 住居表示実施前の町名など                       | 備考 |
| ------------ | ---------------- | ------------------ | ---------------------------------------------- | ---- |
| 文花一丁目   | 1965年7月1日     |                    | 吾嬬町西3（全）、吾嬬町西2・4、吾嬬町東1・3・5 |      |
| 文花二丁目   | 1965年7月1日     |                    | 吾嬬町西3（全）、吾嬬町西2・4、吾嬬町東1・3・5 |      |
| 文花三丁目   | 1965年7月1日     |                    | 吾嬬町西3（全）、吾嬬町西2・4、吾嬬町東1・3・5 |      |
| 立花一丁目   | 1966年5月1日     |                    | 吾嬬町東2・4（全）、吾嬬町東1・3・5・6         |      |
| 立花二丁目   | 1966年5月1日     |                    | 吾嬬町東2・4（全）、吾嬬町東1・3・5・6         |      |
| 立花三丁目   | 1966年5月1日     |                    | 吾嬬町東2・4（全）、吾嬬町東1・3・5・6         |      |
| 立花四丁目   | 1966年5月1日     |                    | 吾嬬町東2・4（全）、吾嬬町東1・3・5・6         |      |
| 立花五丁目   | 1966年5月1日     |                    | 吾嬬町東2・4（全）、吾嬬町東1・3・5・6         |      |
| 立花六丁目   | 1966年5月1日     |                    | 吾嬬町東2・4（全）、吾嬬町東1・3・5・6         |      |
| 東墨田一丁目 | 1966年5月1日     |                    | 吾嬬町東7（全）、吾嬬町東6・8                  |      |
| 東墨田二丁目 | 1966年5月1日     |                    | 吾嬬町東7（全）、吾嬬町東6・8                  |      |
| 東墨田三丁目 | 1966年5月1日     |                    | 吾嬬町東7（全）、吾嬬町東6・8                  |      |

### 墨田区役所墨田二丁目出張所管内
| 町名       | 町区域新設年月日 | 住居表示実施年月日 | 住居表示実施前の町名など                                       | 備考                                                           |
| ---------- | ---------------- | ------------------ | -------------------------------------------------------------- | -------------------------------------------------------------- |
| 墨田一丁目 | 1965年3月1日     |                    | 隅田町3（全）、隅田町1・2・4、寺島町3・7、吾嬬町西9            |                                                                |
| 墨田二丁目 | 1965年3月1日     |                    | 隅田町3（全）、隅田町1・2・4、寺島町3・7、吾嬬町西9            |                                                                |
| 墨田三丁目 | 1965年3月1日     |                    | 隅田町3（全）、隅田町1・2・4、寺島町3・7、吾嬬町西9            |                                                                |
| 墨田四丁目 | 1965年3月1日     |                    | 隅田町3（全）、隅田町1・2・4、寺島町3・7、吾嬬町西9            |                                                                |
| 墨田五丁目 | 1965年3月1日     |                    | 隅田町3（全）、隅田町1・2・4、寺島町3・7、吾嬬町西9            |                                                                |
| 堤通一丁目 | 1964年7月1日     |                    | 寺島町3、隅田町1・2                                            | 当初は一〜三丁目があった。1978年3月1日、三丁目を二丁目に編入。 |
| 堤通二丁目 | 1964年7月1日     |                    | 寺島町3、隅田町1・2                                            | 当初は一〜三丁目があった。1978年3月1日、三丁目を二丁目に編入。 |
| 八広一丁目 | 1965年12月1日    |                    | 寺島町8（全）、吾嬬町西5〜8（全）、寺島町6、吾嬬町西9、隅田町4 |                                                                |
| 八広二丁目 | 1965年12月1日    |                    | 寺島町8（全）、吾嬬町西5〜8（全）、寺島町6、吾嬬町西9、隅田町4 |                                                                |
| 八広三丁目 | 1965年12月1日    |                    | 寺島町8（全）、吾嬬町西5〜8（全）、寺島町6、吾嬬町西9、隅田町4 |                                                                |
| 八広四丁目 | 1965年12月1日    |                    | 寺島町8（全）、吾嬬町西5〜8（全）、寺島町6、吾嬬町西9、隅田町4 |                                                                |
| 八広五丁目 | 1965年12月1日    |                    | 寺島町8（全）、吾嬬町西5〜8（全）、寺島町6、吾嬬町西9、隅田町4 |                                                                |
| 八広六丁目 | 1965年12月1日    |                    | 寺島町8（全）、吾嬬町西5〜8（全）、寺島町6、吾嬬町西9、隅田町4 |                                                                |

### 墨田区役所東向島出張所管内
| 町名         | 町区域新設年月日 | 住居表示実施年月日 | 住居表示実施前の町名など                                                          | 備考 |
| ------------ | ---------------- | ------------------ | --------------------------------------------------------------------------------- | ---- |
| 東向島一丁目 | 1965年3月1日     |                    | 寺島町5（全）、寺島町1・2・6・7、隅田町4                                          |      |
| 東向島二丁目 | 1965年3月1日     |                    | 寺島町5（全）、寺島町1・2・6・7、隅田町4                                          |      |
| 東向島三丁目 | 1965年3月1日     |                    | 寺島町5（全）、寺島町1・2・6・7、隅田町4                                          |      |
| 東向島四丁目 | 1965年3月1日     |                    | 寺島町5（全）、寺島町1・2・6・7、隅田町4                                          |      |
| 東向島五丁目 | 1965年3月1日     |                    | 寺島町5（全）、寺島町1・2・6・7、隅田町4                                          |      |
| 東向島六丁目 | 1965年3月1日     |                    | 寺島町5（全）、寺島町1・2・6・7、隅田町4                                          |      |
| 向島一丁目   | 1964年7月1日     |                    | 隅田公園、向島1〜3、向島須崎町、小梅2・3（以上全）、小梅1、向島請地町、寺島町1・2 |      |
| 向島二丁目   | 1964年7月1日     |                    | 隅田公園、向島1〜3、向島須崎町、小梅2・3（以上全）、小梅1、向島請地町、寺島町1・2 |      |
| 向島三丁目   | 1964年7月1日     |                    | 隅田公園、向島1〜3、向島須崎町、小梅2・3（以上全）、小梅1、向島請地町、寺島町1・2 |      |
| 向島四丁目   | 1964年7月1日     |                    | 隅田公園、向島1〜3、向島須崎町、小梅2・3（以上全）、小梅1、向島請地町、寺島町1・2 |      |
| 向島五丁目   | 1964年7月1日     |                    | 隅田公園、向島1〜3、向島須崎町、小梅2・3（以上全）、小梅1、向島請地町、寺島町1・2 |      |
| 押上一丁目   | 1964年7月1日     |                    | 向島中ノ郷町（全）、向島押上町（全）、小梅1、向島請地町、吾嬬町西1・2、寺島町4    |      |
| 押上二丁目   | 1964年7月1日     |                    | 向島中ノ郷町（全）、向島押上町（全）、小梅1、向島請地町、吾嬬町西1・2、寺島町4    |      |
| 押上三丁目   | 1965年7月1日     |                    | 向島中ノ郷町（全）、向島押上町（全）、小梅1、向島請地町、吾嬬町西1・2、寺島町4    |      |
| 京島一丁目   | 1965年7月1日     |                    | 寺島町4、吾嬬町西1・4                                                             |      |
| 京島二丁目   | 1965年7月1日     |                    | 寺島町4、吾嬬町西1・4                                                             |      |
| 京島三丁目   | 1965年7月1日     |                    | 寺島町4、吾嬬町西1・4                                                             |      |

### 北部（旧向島区）
墨田
もと隅田町と寺島町。通称「鐘ヶ淵」は鐘紡発祥の地であり、クラシエに社名を変更した現在も鐘紡発祥の地として親しまれている。
堤通
もと隅田町と寺島町。区北西部の隅田川沿い。白鬚東アパート（通称「防災団地」）があり、区内最大規模の防災拠点となっている。
東墨田
もと吾嬬町。北側は荒川放水路の土手に面し、東側は旧中川に面している。
八広
もと寺島町と吾嬬町。八広駅。住居表示以前の八つの丁目から現在の八広が成り立つことと、末広がりから町がより一層発展するようにということから名付けられた
東向島
もと寺島町。『濹東綺譚』の舞台。東武博物館所在地。ユートリヤすみだ生涯学習センターは旧向島区役所（旧墨田区第二庁舎）に位置する。
立花
もと吾嬬町。橘通り商店街。東あずま駅。立花団地は、キャラコ製織と東京モスリン紡織工場の跡地が建設省関東地方建設局用地となり、その後に再開発されたものである。
文花
もと吾嬬町。向島警察署、小村井駅。文教施設が集中していたことと、吾嬬神社の主祭神弟橘姫の立花の花を合わせて「文花」としたと言われている。
京島
もと寺島町と吾嬬町。東京の「京」と向島の「島」を合わせた名前。近年曳舟駅を中心に大規模な開発が行われている。

### 中央部（旧本所区・向島区）
吾妻橋
区役所、アサヒビール本社ビル、本所吾妻橋駅がある。浅草との間に吾妻橋が架かる。旧名・中之郷。
東駒形
この地のある駄菓子屋がもんじゃ焼き発祥地。地名の由来は駒形橋からだと言われている。駒形は台東区にある。
本所
旧名・厩橋。「厩」の字が当用漢字表に無かったため、住居表示上問題となり大元の地名に。かつては大手日用品・化学品メーカーのライオンの本社ビルがあった。
業平
在原業平に由来。旧名は業平橋・平川橋であり、両者の合成とする説もある。また業平天神社があった場所を小梅業平町と名乗ったことからという説もある。
横川
江戸城から見ての竪川に対する横川（大横川）が地名の由来とされる
向島
もと小梅町ほか。江戸時代末期、水戸藩御用商人の川崎組が「とら銭」を鋳造した。本所区編入後は本所地区扱い。
押上
押上駅、東京スカイツリーおよびとうきょうスカイツリー駅、東武鉄道本社の所在地。旧本所区・向島区両者にまたがる。

### 南部（旧本所区）
横網
両国駅の北側。両国国技館がある。その連想で「横綱」と誤読される事がある。また、国技館の隣には江戸東京博物館がある。第一ホテル両国は旧本所区役所（旧墨田区第一庁舎）に位置する。
両国
両国駅の南側。元々は日本橋両国（現：中央区東日本橋）に対して東両国と言った。旧国技館（のちの日大講堂。現在は取り壊されてシティコア）、吉良邸屋敷跡の本所松坂町公園がある。
千歳
隣接の相生、松井、松坂、緑などの名が祝詞につながるところから千歳と命名された。江島杉山神社、要津寺がある。
石原
明治25年 精工舎発祥地。蔵前橋通りを中心に、西に清澄通り、東は大横川まである。地名は本所地域では古く、『長禄江戸図』にも本所の地域に「石原」と書かれている。
亀沢
江川太郎左衛門の江戸屋敷があった。この地域には鉄材・機械・メリヤス関係の店が集中していた。
緑
明暦の本所開拓によって整地された地域である。斎藤緑雨は緑町の緑をとって号とした。緑一丁目から四丁目までが設置されている。
立川
かつては竪川と表記、江戸城から見て縦になっているため、竪川と名付けられた。葛飾北斎の作品『竪川』にあるように、江戸時代は木場に続く材木の町であった。元禄赤穂事件において吉良義央を狙った赤穂浪士がこの辺り伝えられる。
菊川
区最南部。遠山景元/長谷川宣以の住居跡がある。
太平
錦糸町駅の北側。錦糸よりも北側。2006年、精工舎工場跡地に大型商業施設オリナスが完成。隣接して錦糸公園と墨田区総合体育館がある。
錦糸
錦糸町駅の北側。商業施設アルカキット錦糸町、東武ホテル、すみだトリフォニーホールがある。錦糸町と呼ばれる一帯の一部。
江東橋
錦糸町駅の南側。一帯は東京楽天地を中心とした古くからの歓楽街。丸井、PARCOなどのデパートが並ぶ。錦糸町と呼ばれる一帯の中心。おいてけ堀（錦糸堀）伝説発祥の地。ラブホテルや風俗店などが多く立ち並ぶ。

## 地域

### 各種イベント
- 隅田川花火大会 - 毎年7月開催
- 国技館5000人の第九コンサート - 毎年2月開催
- 早慶レガッタ - 毎年4月開催
  - 川の多い地域とあって、ボート競技（レガッタ）が盛んである。早慶レガッタの他、地元中学をはじめ各地のボートクラブが参加する大会も、毎年8月に開催される。
- 墨堤さくらまつり - 毎年3月下旬〜4月上旬。瀧廉太郎の代表作「花」にも謳われた、墨堤の美しい桜を楽しめる。

### 名物
- 硝子 - ガラス器・ガラス瓶の製造、ガラス加工（江戸切子他）
- 言問団子 - 向島にある有名な老舗の和菓子店。外山惠理の実家としても知られている。
- 長命寺の桜もち - 向島にある長命寺の門前で1717年（享保2年）に山本新六が売り始めて以来の名物に。長命寺餅とも。関東地方など近隣エリアでは一般には桜もちといえば、道明寺を使ったものではなくこの長命寺餅の方を指す。

### 「介護」発祥の地
- 「介護」は墨田区内にあるオムツ会社フットマーク株式会社が、日本で初めて公に使用し、商標登録した言葉である。ちなみに、日本で最初にこの言葉が使われたのは、1892年の陸軍軍人傷痍疾病恩給等差例であるとされている。

### 郵便番号
- 郵便番号は区内全域が130番代で、墨田区では、130、131に分かれる。
  - 130-XXXX 本所郵便局
  - 131-XXXX 向島郵便局

### 市外局番
- 墨田区は全域が「03」である。
- 「03」地域の市内局番は大半が上から2桁目が「6」（36XX、56XX、66XX）となっているが、同じく「6」が使われる江戸川区、江東区、葛飾区同様に枯渇対策で最近では「8」（38XX、58XX、68XXなど）も割り当てられている。

### メディア
- ジェイコム東京すみだ局（J：COMすみだ）

### ナンバープレート
墨田区は、足立ナンバー（東京運輸支局）を割り当てられており、『23区東部』の地域と一致する。
足立ナンバー割り当て地域
- 台東区・足立区・墨田区・荒川区[27]。

## 名所・旧跡・観光スポット

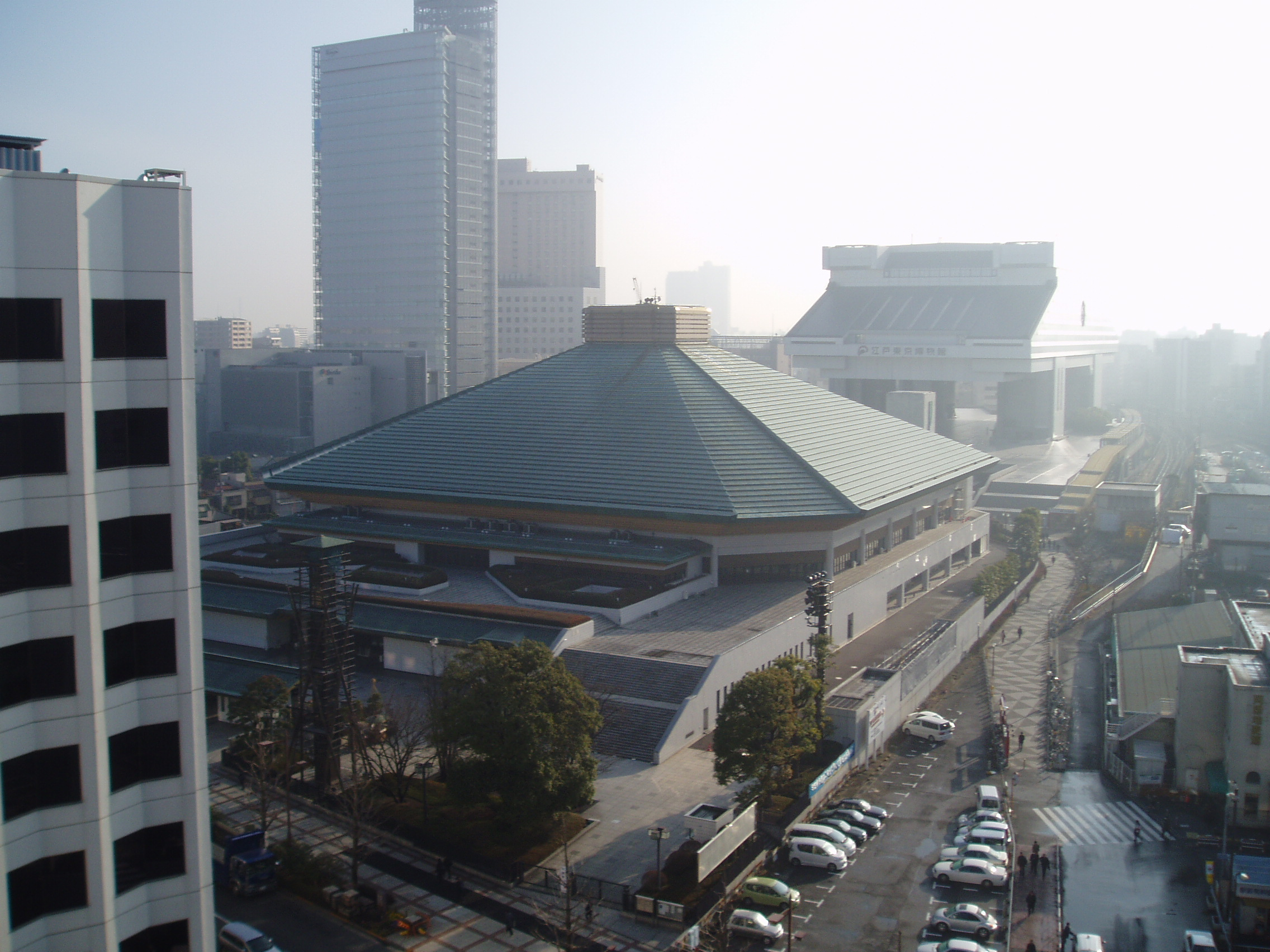
両国国技館

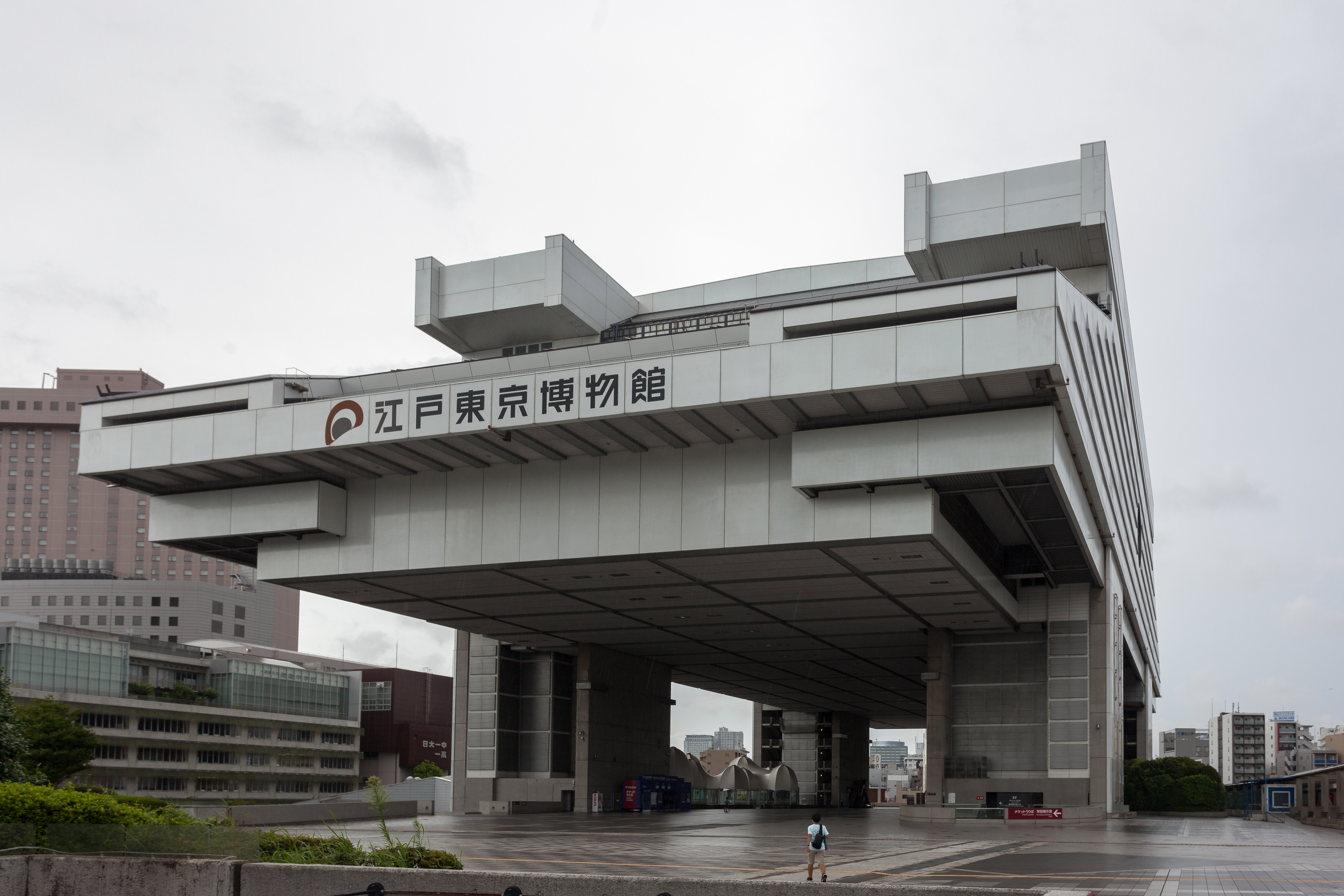
江戸東京博物館

### 名所
- 水の郷百選 - 水とともに生きる“川の手” すみだ
- 東京スカイツリー
- 東京ミズマチ
- 江戸東京博物館
- 両国国技館
- 東京都慰霊堂
- すみだ郷土文化資料館
- 東武博物館
- NTTドコモ歴史展示スクエア
- セイコーミュージアム
- たばこと塩の博物館

### 旧跡
- 回向院
- 霊山寺
- 法恩寺
- 三囲神社
- 本所松坂町公園（吉良上野介邸宅跡地）
- 旧安田庭園
- 向島百花園

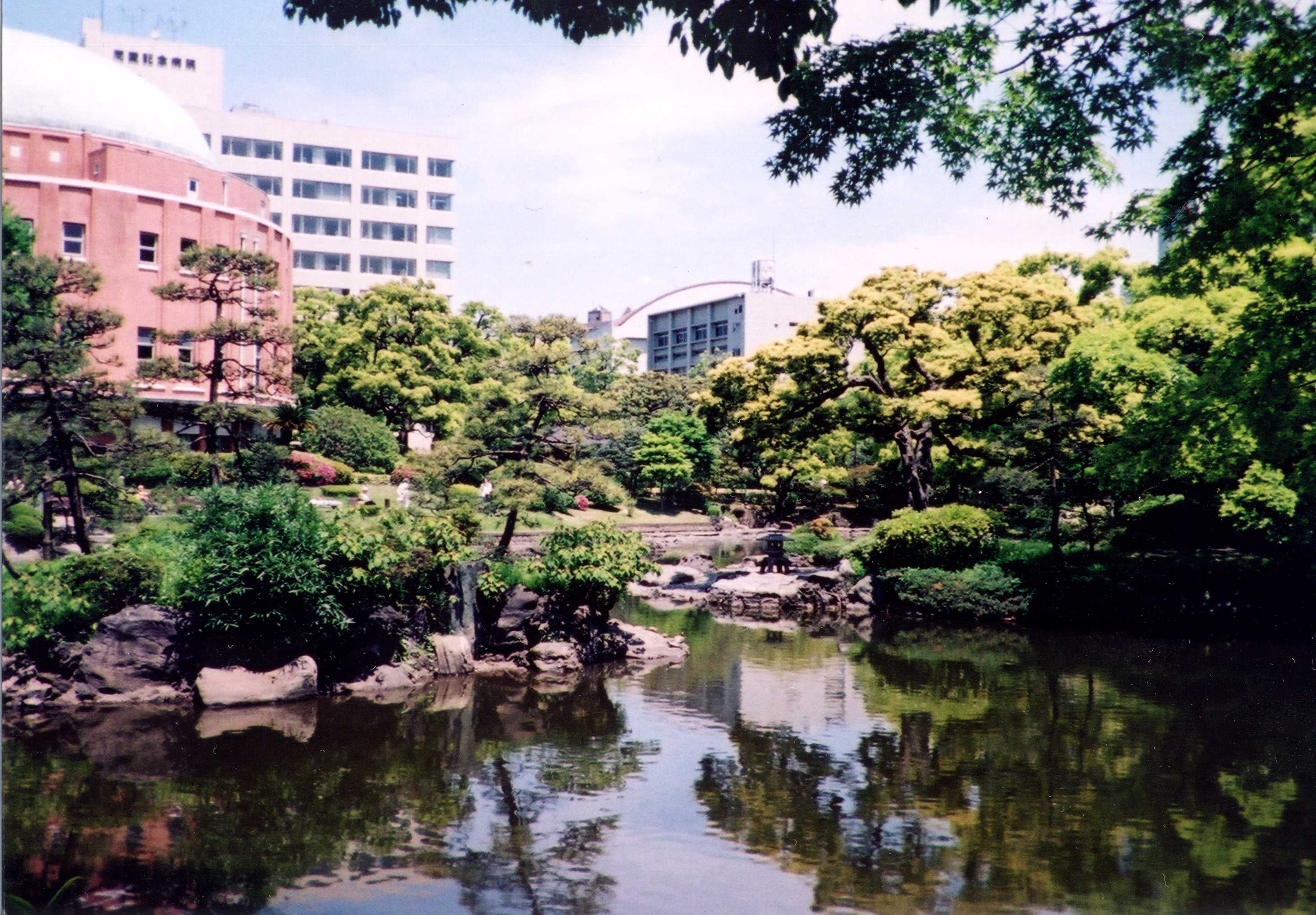
旧安田庭園

- 東京都慰霊堂 - 関東大震災で亡くなった38000人余りの霊が祀られている。本所被服廠跡地に慰霊のために作られたが、東京大空襲で亡くなった者も現在では合祀されている。
- 遠山金四郎 - 下屋敷跡地現在の菊川3丁目信号西側の北側にあった。碑などはない。
- 隅田川七福神
- 立花大正民家園 旧小山家住宅 - 江戸近郊農家と町屋の特徴をあわせもつ古民家。墨田区指定文化財。

### 公園
- 横網町公園
- 隅田公園
- 錦糸公園
- 大横川親水公園
- 若宮公園
- 緑町公園
- 白髭公園

## 行政

### 区長
- 区長：山本亨（やまもと とおる）（3期目）
- 任期：2023年（令和5年）4月27日 － 2027年（令和9年）4月26日[28]

### 行政機構
- 区職員数：1,943人（2013年4月1日）

### 災害対策
- 東京都都市整備局第6回地域危険度測定調査結果（平成20年）によると、震災時の「建物倒壊危険度」では東京都5099丁目の内、墨田区京島二丁目がワースト1位、2位に台東区竜泉三丁目、3位に墨田区墨田三丁目、4位に墨田区東駒形二丁目と墨田区がトップを占めている（ワースト5位から9位は他区）。また、ワーストランキング100地区（丁目）の内、墨田区が22地区を占めており東京都内で墨田区が最も建物倒壊危険度が高いとされている。但し、墨田区全地区が地震に脆弱であるとは言えない。これは、一部地区は戦後に建てられた古くからの木造建築が多く、また建物の密度が高いためとされる。墨田区ではジュピターテレコムに緊急地震速報サービスを発注しており、2008年9月1日より稼働する見込みである。
- 路地尊 - 地域防災のため、区内各地おもには一言地域でポケットパークなどを設け地下タンクを設置し、雨水を貯めている。防災用水のほか、日常の草木への水遣りにも活用されている[29]。
- 白鬚防災団地 - 震災などで大火発生した場合は建物自体が防火壁となる様に設計させた南北1km以上に渡って連なった高層住宅。火災時は建物開口部はシャッター閉鎖され、建物隙間は壁で塞がれ、屋上から建物冷却のため放水が行われる。

### 財政
平成25年度当初予算規模
- 総額：1,527.13億円
  - 一般会計：1,007.80億円
  - 国民健康保険特別会計：298.68億円
  - 介護保険特別会計：174.03億円
  - 後期高齢者医療特別会計：46.62億円

### 自治体交流

#### 日本国内
- 山形県東置賜郡高畠町
  - 小学生の相互体験学習
- 長野県上高井郡小布施町
  - 友好都市、小学生の相互体験学習など

#### 日本国外
- ソウル特別市西大門区
  - 2003年10月3日友好都市協定締結
- 北京市石景山区
  - 1997年12月13日友好交流・協力協定締結

#### その他
- 災害対策に関する協定
  - 都市ごとの協定：東京都台東区・江東区、栃木県鹿沼市、山形県鶴岡市・高畠町
  - 義士親善友好都市交流会議（災害応急対策活動の相互応援に関する協定）
  - 防災サミット参加自治体

## 議会

### 東京都議会
2021年東京都議会議員選挙
- 選挙区：墨田区選挙区
- 定数：3人
- 任期：2021年7月23日 - 2025年7月22日
- 投票日：2021年7月4日
- 当日有権者数：227,703人
- 投票率：44.04％

| 候補者名   | 当落 | 年齢 | 所属党派           | 新旧別 | 得票数   |
| ---------- | ---- | ---- | ------------------ | ------ | -------- |
| 成清梨沙子 | 当   | 31   | 都民ファーストの会 | 現     | 23,455票 |
| 川松真一朗 | 当   | 40   | 自由民主党         | 現     | 19,763票 |
| 加藤雅之   | 当   | 56   | 公明党             | 現     | 19,526票 |
| 伊藤大気   | 落   | 42   | 日本共産党         | 新     | 15,755票 |
| 桜井浩之   | 落   | 55   | 自由民主党         | 元     | 13,386票 |
| 大沢昇     | 落   | 56   | 国民民主党         | 元     | 6,610票  |

### 衆議院
- 選挙区：東京14区（墨田区、江戸川区の一部）
- 投票日：2024年10月27日
- 当日有権者数：405,405人
- 投票率：53.63％

| 当落 | 候補者名   | 年齢 | 所属党派     | 新旧別 | 得票数   | 重複 |
| ---- | ---------- | ---- | ------------ | ------ | -------- | ---- |
| 当   | 松島みどり | 68   | 自由民主党   | 前     | 75,862票 | ○    |
|      | 伊藤菜々   | 35   | 国民民主党   | 新     | 53,211票 | ○    |
| 比当 | 櫛渕万里   | 57   | れいわ新選組 | 前     | 25,328票 | ○    |
|      | 斉藤佳代   | 45   | 日本維新の会 | 新     | 21,628票 | ○    |
|      | 原努       | 42   | 日本共産党   | 新     | 20,987票 |      |
|      | 大賀靖郎   | 42   | 参政党       | 新     | 10,210票 |      |
|      | 大塚紀久雄 | 83   | 無所属       | 新     | 1,481票  |      |

## 産業
1909年（明治42年）から1937年（昭和12年）にかけて区内に屠畜場があり、木下川（現在の東墨田）地区を中心に、主として豚皮を扱う皮革産業が発展した。豚脂などを扱う油脂産業や動物性油脂を原料とする石鹸産業も盛んで、大正時代には長瀬商店（花王の前身）、ライオン石鹸、資生堂、ミヨシ石鹸の4大石鹸メーカーが区内に立地した。1985年から、「ものづくりのまち すみだ」の産業と文化をPRするべく、「すみだ3M運動」を展開している。

### 主な事業所
- アサヒグループホールディングス - ビールなどの酒類や清涼飲料水、食品などの事業会社を子会社に置く持株会社。吾妻橋の隅田川のたもと、区役所の隣に本社を持つ。元々、この地には札幌麦酒（現在のサッポロビール）の工場として建てられ、後に大日本麦酒を経て、戦後の大日本麦酒の分割によりアサヒビールの所属となり、1985年の閉鎖までビールを作り続けていた。その跡地の一角に建てられたのがアサヒビール本社ビルである。ビールの注がれたグラスをモチーフとしたオフィス棟、その隣には巨大な火の玉の様なオブジェ（聖火をモチーフ）を頂いた棟があり、ランドマークとなっている。
  - アサヒグループジャパン - アサヒグループホールディングスにおいて、国内事業を統括する中間持株会社
    - アサヒビール - 上記の事業子会社
    - ニッカウヰスキー - 同上（登記上の本店は北海道余市郡余市町）
    - アサヒ飲料 - 同上
      - カルピス - 同上

    - アサヒグループ食品 - 同上
- 東武鉄道 - 大手鉄道会社。押上に本社がある。業平橋駅（現・とうきょうスカイツリー駅）横にあった旧本社近くに架かる橋は東武橋（管理は墨田区）。
- 京成電鉄 - 大手鉄道会社。2013年9月まで押上に本社があったが、千葉県市川市に移転。旧本社近くにかかる橋は京成橋（管理は東京都）。
- ライオン - 歯磨剤、洗剤などの総合日用品メーカー。本所に本社があった。2023年に本社を台東区蔵前に移転した。
- アメリカンホーム保険会社 - 錦糸に日本の本社がある（AIGタワー21階）。
- メットライフ生命保険 - 旧メットライフアリコ生命保険。太平に本社がある（オリナスタワー）。
- イチジク製薬 - 「イチジク浣腸」で知られる製薬会社。東駒形に本社がある。
- 小森コーポレーション - 吾妻橋に本社がある。
- ペッパーフードサービス - 外食チェーンいきなり!ステーキを展開。太平に本社がある。
- 日本たばこ産業 - 横川に生産技術センターがある。
  - 日本フィルター工業 - 上記の事業子会社
- 花王 - 文花に研究所および関連会社がある。
- 大林道路 - 堤通に本社がある。
- 三井金属エンジニアリング - 三井金属の子会社。両国に本社がある。
- ダイショー - 「味・塩こしょう」などの調味料メーカー。亀沢に本社がある。
- 昭和建産 - 三和シヤッター工業グループのうちの一社。
- ヒノデワシ - 消しゴムのトップメーカー。東向島に本社がある。
- 浜野製作所 - 八広に本社がある金属加工の町工場。深海探査艇「江戸っ子1号」、電気自動車「HOKUSAI」などを製作。
- ナガセケンコー - 軟式野球ボール、ソフトボール、ソフトテニスボールの製造で日本一のメーカー。墨田区墨田に本社がある。
- 玉の肌石鹸 - 中堅の石鹸メーカー。緑に本社がある。2008年4月1日、かつて存在したミツワ石鹸を100パーセント子会社として設立し、33年ぶりにミツワブランドの石鹸を売り出す。
- 高久産業 - 主に発泡プラスチック製品の製造、販売を行っているメーカー。墨田区向島に本社がある。
- NSファーファ・ジャパン - 中堅の石鹸メーカー。菊川に本社がある。旧・ニッサン石鹸。2007年6月、大阪市鶴見区から本社機能を移転。
- ジェイアール東日本物流 - 東日本旅客鉄道（JR東日本）子会社。錦糸に本社がある（アルカイースト6階）。
- 富士ソフトサービスビューロ - BPO事業を主業務とする企業。江東橋に本社がある。
- 報知新聞社 - 読売グループの新聞社。横網に東京本社がある。スポーツ紙『スポーツ報知』（正式題号「報知新聞」）の発行元。2022年6月、東京都港区港南から両国国技館隣のビル（日本相撲協会所有）に移転。

## 交通

### 鉄道
- 区役所最寄り駅：本所吾妻橋駅

東日本旅客鉄道（JR東日本）
 総武線各駅停車（総武本線）
- 錦糸町駅 - 両国駅

 総武快速線
- 錦糸町駅

京成電鉄
 押上線
- 押上駅 - 京成曳舟駅 - 八広駅

東武鉄道
 伊勢崎線（東武スカイツリーライン）
- とうきょうスカイツリー駅 - 曳舟駅 - 東向島駅 - 鐘ヶ淵駅
- 押上駅 - 曳舟駅

 亀戸線
- 東あずま駅 - 小村井駅 - 曳舟駅

東京地下鉄（東京メトロ）
 半蔵門線
- 錦糸町駅 - 押上駅

東京都交通局（都営地下鉄）
 都営浅草線
- 本所吾妻橋駅 - 押上駅

 都営新宿線
- 菊川駅

 都営大江戸線
- 両国駅

### 路線バス
- 都営バス
- 京成バス
  - 東京スカイツリータウン・錦糸町駅 - 葛西駅・東京ディズニーリゾート（東武バスセントラルと共同運行）
- 京成バス東京
  - 有01系統：浅草寿町 - 東京スカイツリータウン前 - 亀有駅
  - 新小59系統：浅草寿町 - 東京スカイツリータウン前 - 新小岩駅
- 東武バスセントラル
  - 東京スカイツリータウン - 浅草雷門 - 上野駅公園口
  - 東京スカイツリータウン・錦糸町駅 - 葛西駅・東京ディズニーリゾート（京成バスと共同運行）
  - 東京スカイツリータウン・錦糸町駅 - 羽田空港（京浜急行バスと共同運行）
- 東京空港交通
  - 羽田空港 - 東武ホテルレバント東京
  - 成田空港 - 東武ホテルレバント東京

### コミュニティバス
2012年3月20日より、東京スカイツリー周辺を中心とし、区内全域を巡回するコミュニティバス「すみだ百景 すみまるくん・すみりんちゃん」を運行している。
- 墨田区循環バス「すみだ百景 すみまるくん・すみりんちゃん」（京成バスが運行）
  - 南部ルート：押上駅 - 錦糸町駅北口 - 都営両国駅 - 墨田区役所 - 押上駅
  - 北東部ルート：押上駅 - 東あずま駅 - 八広 - 押上駅
  - 北西部ルート：押上駅 - 曳舟文化センター - 鐘ヶ淵駅 - 東京スカイツリータウン - 押上駅

### 水上バス
- 東京都公園協会
  - 東京水辺ライン
    - 両国発着場

### 道路
- 首都高速
  - 6号向島線
    - 駒形出入口 - 向島出入口 - 堤通出入口

  - 7号小松川線
    - 錦糸町出入口
- 一般国道
  - 国道6号（水戸街道）
    - 四ツ木・松戸・柏・我孫子・取手・土浦・石岡・水戸方面

  - 国道14号（京葉道路）
    - 亀戸・市川・船橋・習志野・千葉方面
- 都道
  - 墨堤通り、清澄通り、三ツ目通り、東京都道465号深川吾嬬町線（四ツ目通り）、明治通り、浅草通り、春日通り、蔵前橋通り

## 公共機関

### 司法・行政機関
- 東京簡易裁判所墨田庁舎（錦糸4-16-7）
- 東京区検察庁道路交通部墨田分室（東京簡易裁判所墨田庁舎内）
- 向島労働基準監督署（東向島4-33-13)
- 墨田公共職業安定所

### 警察
警視庁交通執行課墨田分室（東京簡易裁判所墨田庁舎内）
向島警察署（文花3-18-9）
- 堤通交番
- 東向島交番
- 曳舟交番
- 鐘ヶ淵交番
- 京島二丁目交番
- 京島三丁目交番
- 小村井交番
- 白鬚橋交番
- 墨田三丁目交番
- 八広四丁目交番
- 四ツ木橋交番
- 平井橋交番

本所警察署（横川4-8-9）
- 両国交番
- 菊川二丁目交番
- 江東橋交番
- 錦糸町駅北口交番
- 錦糸町駅南口交番
- 横川交番
- 押上駅前交番
- 吾妻橋交番
- 横網交番
- 言問交番
- 向島交番
- 石原三丁目交番

### 消防
東京消防庁
- 本所消防署（横川4-6-6）特別消火中隊・救急隊1
  - 緑出張所（緑4-1-8）救急隊1
  - 小梅出張所（向島3-36-12）救急隊無
  - 東駒形出張所（東駒形3-5-8）救急隊1
- 向島消防署（東向島6-22-3）消防活動二輪部隊・救急隊1
  - 墨田出張所（墨田5-16-2）特別消火中隊・救急隊1
  - 立花出張所（立花5-9-3）救急隊1
- 本所防災館（横川4-6-6）

### 主な医療機関

#### 東京都災害拠点病院
- 東京都立墨東病院（江東橋4-23-15）
- 医療法人社団伯鳳会東京曳舟病院（東向島2-27-1）

#### 東京都指定二次救急医療機関
- 医療法人社団明人会田島病院（両国2-21-1）
- 医療法人財団正明会山田記念病院（石原2-20-1）
- 医療法人社団墨田中央病院（京島3-67-1）
- 東京都済生会向島病院（八広1-5-10）
- 医療法人社団仁寿会中村病院（八広2-1-3）
- 社会福祉法人賛育会賛育会病院（太平3-20-2）
- 同愛記念病院（横網2-1-11）
- （東京都災害拠点病院の2病院も含む）

#### 医院・診療所・クリニック
- 両国みどりクリニック（緑1-19-9）

### 図書館
墨田区内には、墨田区が運営する以下の図書館がある。
- ひきふね図書館
- 緑図書館
- 八広図書館
- 立花図書館
- 横川コミュニティ会館図書室
- 東駒形コミュニティ会館図書室
- 梅若橋コミュニティ会館図書室

### 文化施設
- すみだトリフォニーホール（錦糸1-2-3）：新日本フィルハーモニー交響楽団のフランチャイズ。
- 曳舟文化センター（京島1-38-11）
- すみだリバーサイドホール：墨田区役所内（吾妻橋1-23-20）

## 住宅団地
- リバーピア吾妻橋周辺地区
- 錦糸町団地（江東橋 市街地住宅 賃貸70 1961年 現存 譲渡返還）
- 墨田一丁目第2団地（日建設計・日建ハウジングシステム、東京都、工場跡地再開発）
- 都営墨田一丁目第2アパート（墨田 1-4）
- 都営墨田四丁目アパート（墨田 4-19）
- 都営立花一丁目アパート（立花 1-27）
- 都営立花三丁目アパート（立花 3-24）
- 都営立花四丁目アパート（立花 4-30）
- 都営立花六丁目アパート（立花 6-8）
- 都営押上二丁目アパート（押上 2-1）
- 都営横川五丁目アパート（横川 5-2）
- 都営横川五丁目第2アパート（横川 5-9）
- 都営業平一丁目アパート（業平 1-7）
- 都営錦糸一丁目アパート（錦糸 1-17）
- 都営江東橋四丁目アパート（江東橋 4-30）
- 都営太平南アパート（太平 14-2）
- 都営堤通一丁目アパート（堤通 1-16）
- 都営第2寺島アパート（堤通 1-18）
- 都営白鬚東アパート（堤通 2-8）
- 都営東向島五丁目アパート（東向島 5-16）
- 都営東墨田二丁目アパート（東墨田 2-7）
- 都営八広三丁目アパート（八広 3-21）
- 都営八広五丁目アパート（八広 5-10）
- 都営文花一丁目アパート（文花 1-30）
- 都営文花一丁目第2アパート（文花 1-32）

## 教育機関

### 大学
- レイクランド大学ジャパン・キャンパス
- 千葉大学墨田サテライトキャンパス
- 千葉工業大学東京スカイツリータウンキャンパス
- 情報経営イノベーション専門職大学

墨田区は大学の誘致および大学相互や地域との連携促進に取り組んでおり、千葉大学と情報経営イノベーション専門職大学の間に公園「キャンパスコモン」を2023年3月12日に開設した。

### 専門学校
- 学校法人立志舎
  - 東京IT会計専門学校錦糸町校
  - 東京法律専門学校錦糸町校
  - 専門学校日本鉄道&スポーツビジネスカレッジ21[注釈 2]
- 学校法人了徳寺学園
  - 了徳寺医療専門学校

### 高等学校
東京都立高等学校
- 両国高等学校
- 墨田川高等学校
- 本所高等学校
- 日本橋高等学校
- 橘高等学校

私立高等学校
- 安田学園高等学校
- 日本大学第一高等学校
- 鹿島学園高等学校両国キャンパス
- 立志舎高等学校
- 精華学園高等学校探究アカデミー東京校

### 中学校
公立中学校
- 墨田区立中学校
  - 墨田中学校
  - 本所中学校
  - 両国中学校
  - 竪川中学校
  - 錦糸中学校
  - 吾嬬第二中学校
  - 寺島中学校
  - 文花中学校
  - 桜堤中学校
  - 吾嬬立花中学校
- 東京都立中学校
  - 両国高等学校附属中学校

私立中学校
- 日本大学第一中学校
- 安田学園中学校

### 幼小併設校
墨田区立幼稚園・小学校
- 第三寺島幼稚園・第三寺島小学校
- 八広幼稚園・八広小学校
- 両国幼稚園・両国小学校
- 曳舟幼稚園・曳舟小学校

### 小学校
墨田区立小学校
- 墨田区立緑小学校
- 墨田区立外手小学校
- 墨田区立二葉小学校
- 墨田区立錦糸小学校
- 墨田区立中和小学校
- 墨田区立言問小学校
- 墨田区立小梅小学校
- 墨田区立柳島小学校
- 墨田区立業平小学校
- 墨田区立横川小学校
- 墨田区立菊川小学校
- 墨田区立第三吾嬬小学校
- 墨田区立第四吾嬬小学校
- 墨田区立第一寺島小学校
- 墨田区立第二寺島小学校
- 墨田区立中川小学校
- 墨田区立東吾嬬小学校
- 墨田区立押上小学校
- 墨田区立隅田小学校
- 墨田区立立花吾嬬の森小学校
- 墨田区立梅若小学校

### 幼稚園

#### 墨田区立
- 緑幼稚園
- 柳島幼稚園
- 菊川幼稚園
- 立花幼稚園

#### 私立幼稚園
- 両国幼稚園
- 江東区学園幼稚園
- 本所白百合幼稚園
- 言問幼稚園
- 墨田幼稚園
- あさひ幼稚園
- 吾妻幼稚園
- あづま幼稚園
- 向島文化幼稚園

### 特別支援学校
東京都立特別支援学校
- 墨田特別支援学校

## 出身有名人
- 青木愛 - 参議院議員、元衆議院議員、元タレント
- いかりや長介（ザ・ドリフターズ）- 俳優、コメディアン
- 池内淳子 - 女優
- 遠藤実 - 作曲家
- 大橋巨泉 - タレント、元参議院議員
- 木の実ナナ - 女優、歌手
- 久里千春 - 女優、歌手
- 小川宏 - 元NHKアナウンサー、その後フリー司会者
- 鈴木健二 - 元NHKアナウンサー
- 高松しげお - 俳優、声優、漫談家
- 丹阿弥谷津子 - 女優
- 真山勇一 - 参議院議員、元ニュースキャスター
- 黒部幸英 - タレント
- 福井晴敏 - 小説家
- 広井王子 - プロデューサー・舞台演出家
- 田中壱征 - 映画監督、脚本家（出生本籍）
- 吉田浩太 - 映画監督
- 櫻井秀勲 - 作家・編集者・評論家、YouTuber
- 須藤真澄 - 漫画家
- 皆川亮二 - 漫画家
- 海老名香葉子 - エッセイスト、絵本作家
- 塚本やすし - 絵本作家
- 加門七海 - 小説家・エッセイスト
- 林望 - 小説家・日本文学者
- 半藤一利 - 文筆家、編集者
- 中川大地 - 文筆家、編集者
- 古市憲寿 - 社会学者、タレント
- 野中郁次郎 - 経営学者
- 碓井真史 - 社会心理学者
- 関野吉晴 - 探検家
- 中村こずえ - フリーアナウンサー
- 外山惠理 - TBSアナウンサー
- 斉藤一美 - 文化放送アナウンサー、墨田区育ち
- 大竹一樹（さまぁ〜ず） - お笑いタレント
- 三村マサカズ（さまぁ〜ず） - お笑いタレント
- 松山三四六 - ものまねタレント
- 坂崎幸之助（THE ALFEE） - ギタリスト
- いもと。(元Blue Cat Blues) - ギタリスト
- 椎名豊 - ジャズピアニスト
- 白井良明 - 音楽プロデューサー、ムーンライダーズのギタリスト
- ラッキィ池田 - 振り付け師
- 三代目三遊亭圓歌 - 落語家
- 六代目三遊亭円楽 - 落語家
- 柳家さん喬 - 落語家
- 五街道雲助 - 落語家
- 立川龍志 - 落語家
- 三代目古今亭圓菊 - 落語家
- 春風亭鹿の子 - 落語家
- 弁財亭和泉 - 落語家
- 林家あんこ - 落語家
- 井川遥 - 女優
- 風間俊介 - 俳優
- 中村中 - シンガーソングライター、女優
- 横山智佐 - 声優
- 梨花 - タレント
- 森田成一 - 俳優、声優
- 会一太郎 - 声優（落語家としては、三遊亭一太郎）
- 鹿野優以 - 声優
- 柳沢栄治 - 声優
- 葭田晃 - 合唱指揮者
- 出羽錦忠雄 - 元力士
- 王貞治 - 元プロ野球選手
- 高橋尚成 - 元プロ野球選手
- 松沼博久 - 元プロ野球選手
- 松沼雅之 - 元プロ野球選手、博久の弟
- 田中彰 - 元プロ野球選手
- 多田野数人 - プロ野球選手
- 平塚克洋 - 元プロ野球選手
- 泉由有樹 - 女子プロ野球選手（埼玉アストライア）
- 武井隆次 - 元陸上競技長距離選手
- 高山善廣 - プロレスラー
- 大場政夫 - プロボクサー[33]
- 栗原慶太 - プロボクサー
- 粉川拓也 - プロボクサー
- 高野人母美 (TOMOMI) - プロボクサー、モデル
- モンブランみき - プロボクサー、元自衛官
- 宮田愛 - ミュージカル俳優
- 大家彩香 - 札幌テレビ放送アナウンサー
- 石原伸司 - 作家、元ヤクザ（夜回り組長）
- 天咲千華 - 元宝塚歌劇団花組娘役
- とみさわ昭仁 - ゲームシナリオライター
- 三宅茂樹 - 東京都議会議員
- 長浜博行 - 政治家
- 宮崎あみさ - グラビアアイドル

### ゆかりの人物
- 在原業平 - 平安時代の歌人で、六歌仙の一人。彼の詠んだ「名にしおはゞ いざ言問はん 都鳥 我が思ふ人は ありやなしやと」という句に因んで「言問」という地名が生まれたといわれている。また、墨田区内には彼から名付けられた「業平」という町名もある。
- 松尾芭蕉 - 江戸時代の俳諧師。本所に居住。
- 長谷川宣以 - 江戸時代の旗本。火付盗賊改役。本所に居住（現在の菊川三丁目）。
- 遠山景元 - 江戸時代の旗本。江戸北町奉行、南町奉行。本所に居住（現在の菊川三丁目）。
- 鼠小僧次郎吉 - 江戸時代の大泥棒。回向院に供養塚がある。
- 葛飾北斎 - 江戸時代の浮世絵師。亀沢で誕生。
- 四代目鶴屋南北 - 江戸時代の歌舞伎の作者。本所、業平の春慶寺に墓がある。
- 勝海舟 - 幕末期の政治家。本所亀沢町（現在の両国）で誕生。区立両国公園内に「生誕の地」碑があるほか、墨田区役所裏に銅像がある。
- 榎本武揚 - 幕末期の政治家。向島に居住。
- 森鷗外 - 小説家。向島に居住。
- 芥川龍之介 - 小説家。幼少期から少年期まで両国に、のち向島に居住。
- 幸田露伴 - 小説家。向島に居住。
- 堀辰雄 - 小説家。向島に居住。

## 墨田区を舞台とする作品
※節順も含め、発表年順。

### 歌舞伎
- 忠臣蔵（延享4年〈1747年〉）- #歴史

### 文学
- 濹東綺譚（1937年）- 永井荷風の小説。私娼窟玉の井が舞台。
- 原色の街（1951年）- 吉行淳之介の小説。赤線の鳩の街が舞台。
- 鬼平犯科帳（1967年）- 池波正太郎の小説。両国界隈が主要な舞台となっている。
- ガラスのうさぎ（1977年）- 高木敏子の児童文学。第二次世界大戦時の本所が舞台。
- うしろの正面だあれ（1985年）- 海老名香葉子の小説。第二次世界大戦時の本所が舞台。
- 異邦の騎士（1988年）- 島田荘司の推理小説。九広周辺が後半の主な舞台。
- 下町探偵局 - 半村良の小説。両国が主な舞台。
- プレイボール（2005年) - 相木と今野が荒川高の偵察を見てるなか谷口が野球審判やってる所を相木見かけるところを舞台

### 映画
- 下町の太陽（1963年）- 区内曳舟駅周辺が舞台。
- 未来シャッター[34]（2015年）- 墨田区内外を舞台に公的機関、研究機関、地域金融機関、企業や商工業事業者、寺院ら多数が撮影に協力し実在の人物も本人役でも登場[35]。東京東信用金庫、浜野製作所、アサヒグループホールディングス社屋、下町人情キラキラ橘商店街など[36]。

### 漫画
- 寺島町奇譚（1968年）- 玉の井が舞台。
- 逮捕しちゃうぞ（1986年）- 墨東署（架空）が舞台。アニメの映画版ではこのエリアの風景が緻密に描かれた。
- のんちゃんのり弁（1995年）- 向島橘銀座商店街が舞台。

### ドラマ
- 夢に見た日々（1989年） - 千葉真一演ずる主人公が経営する喫茶店を再建する物語で[37]、店は言問橋の川縁に在り、全編に登場する。
- ひらり（1992年）- 両国が舞台。
- 刑事定年（2010年）- 定年退職した元刑事の主人公宅が墨田区内にある設定で、オープニングと作中では当時建設中だった東京スカイツリーおよび周辺の風景と向島橘銀座商店街が映る。
- ひよっこ（2017年）- 東京編における、高度経済成長期の向島が舞台（東京スカイツリーが現在建ってある場所が主な舞台）。

### ゲーム・アニメ
- ゲーム - プロジェクト東京ドールズ（2021年）- スクウェア・エニックスのアプリゲーム。東京スカイタワー（架空）が舞台。
- ゲーム -パラノマサイト FILE23 本所七不思議(2023年) - スクウェア・エニックスのゲーム。本所に伝承がある本所七不思議が題材。
- アニメ - リコリス・リコイル（2022年）

### 絵本
- リサとガスパール にほんへいく - フランスの子供向け絵本作品。作品中、同区を匂わせる風景（ビール会社など）が登場する。
- あいうえおたくはいびん（くもん出版）- 塚本やすしが同区出身で随筆「猫とスカイツリー 下町ぶらぶら散歩道」を上梓し、カバーにスカイツリーが描いてある。
- せんそう（東京書籍）- 塚本やすしが昭和20年3月10日の東京大空襲で母の体験をもとに描いた。

### 音楽
- 嫁に来ないか墨田区へ - NO PLANの楽曲。アルバム「SUMMER PLAN」に収録。